# Hatbrott

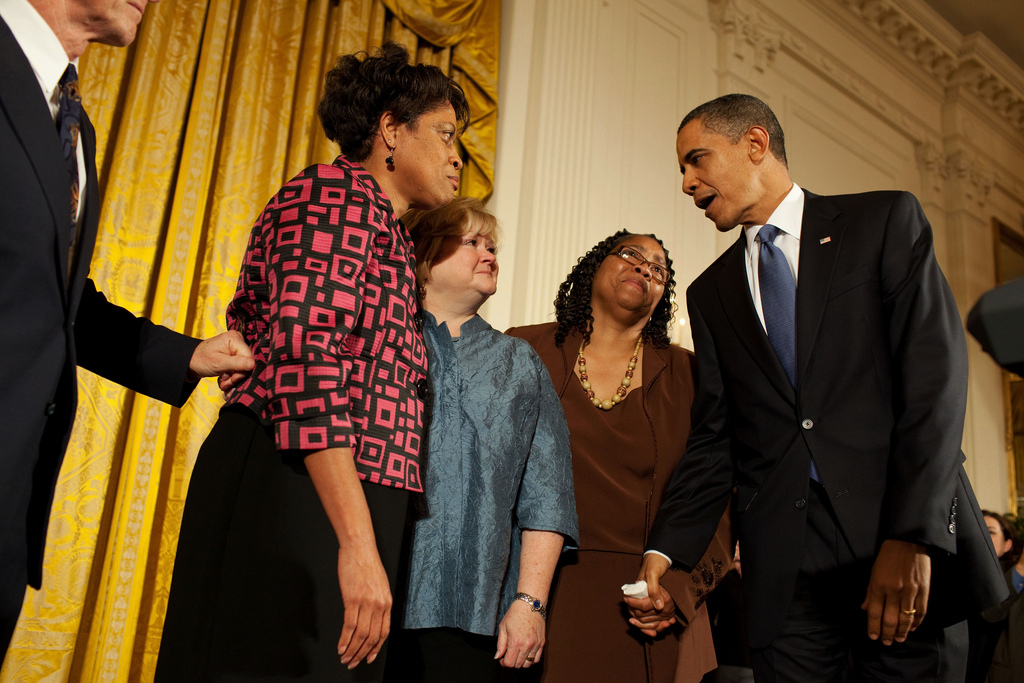
Shepard (mitten), Louvon Harris (vänster), Betty Bryd Boatner (höger) med president Barack Obama 2009 för att främja Hate Crimes Prevention Act

Hatbrott är ett samlingsnamn på flera olika brott där motivet kan härledas till hat eller fördomar mot en identifierbar grupp. Vad som definieras som hatbrott varierar, men internationellt finns enighet om att hatbrott bottnar i bristande respekt för mänskliga rättigheter och människors lika värde. Hatbrott anses kränka dubbelt genom att det inte bara är ett angrepp på den utsatta personen utan genom att det även skapar otrygghet och rädsla i den grupp som personen tillhör. Verbala hatbrott går under beteckningen hatpropaganda.
Grupper brukar i det här sammanhanget definieras utifrån sin etnicitet, nationalitet, ras, religion eller sexuella läggning. Ibland omfattas även grupper definierade utifrån funktionsnedsättning, kön eller könsidentitet. Grupper definierade utifrån sin partipolitiska tillhörighet omfattas så gott som aldrig. Begreppet är internationellt (hate crime), och regleras vanligen som någon typ av straffskärpningsregel. Beteckningen hatbrott är alltså en samlingsbeteckning för många olika brott, beroende på motivet. I FN:s konvention om avskaffande av alla former av rasdiskriminering uppmanas anslutna stater att göra det brottsligt med bland annat rasistiskt våld.
Uttrycket hatbrott är relativt nytt i Sverige, men har använts i USA sedan 1980-talet.

## Sverige

### Statistik
I Sverige anmäldes 5 912 hatbrott år 2012, enligt Brottsförebyggande rådet (Brå). Brå:s sammanställningar skall dock inte uppfattas som fullständiga beskrivningar av den faktiska utbredningen av hatbrott; mörkertalen är betydande. 
Hatbrotten kategoriseras i svensk brottsanmälningsstatistik baserat på motiv, där det vanligaste motivet är främlingsfientlighet/rasism (72 procent av anmälningarna 2012), varav 603 har identifierats som kopplade till högerextremism och nazism. Andra kategorier är antireligiösa motiv (15 procent) samt homofobiskt, bifobiskt eller heterofobiskt motiv (13 procent).
Antireligiöst motiverade hatbrott har ökat i Sverige på senare år. Antal polisanmälningar om antisemitiska brott har ökat med 39 % åren 2008 till 2012 (från 159 brott till 221), islamofobiska brott med 13 % (från 272 brott till 306) och övriga antireligiösa hatbrott (inklusive 200 kristofobiska av totalt 258 polisanmälningar), med 51 % (från 171 brott till 258). Totala antalet polisanmälda hatbrott har under perioden minskat med 6 % (från 5 895 brott till 5 518).
Hatbrotten kategoriseras i svensk brottsanmälningar i brottstyperna olaga hot och ofredande (41 procent av anmälningarna 2012), våldsbrott (16 procent), ärekränkning (16 procent), hets mot folkgrupp (11 procent), skadegörelse (6 procent), klotter (5 procent), olaga diskriminering (2 procent) samt övriga brott (3 procent).  Den vanligaste kombinationen av typen av hatbrott och motiv är olaga hot/ofredande med främlingsfientliga motiv.

### Debatt
RFSL har framfört att det inom den svenska polisorganisationen finns problem i hanteringen av hatbrott och frånvaron av strukturerade hot- och riskbedömningar. RFSL yttrar sig i rörande Polisorganisationskommitténs betänkande En sammanhållen svensk polis (SoU 2012:13): "Överlag så varierar kunskapen om brottsutsatta och gärningspersoner när det gäller homofobiska, bifobiska och transfobiska hatbrott, våld i hbt-relationer och brott på grund av könsidentitet/könsuttryck kraftigt." RFSL framför även att det 2012 endast fanns "en hatbrottsgrupp inom de nuvarande 21 polismyndigheterna."

### Lagar mot hatbrott
Hatbrott är inte i sig en brottsrubricering utan en samlande beteckning på brott där det i motivet funnits ett tydligt hat mot det som offret i gärningsmannens ögon representerade. Rent lagtekniskt är det en straffskärpningsregel i brottsbalkens 29 kap. 2 § 7 p. som aktualiseras och ger gärningsmannen vid ett hatbrott strängare straff än han hade fått om motivet inte varit hat mot en viss grupp.

### Definition enligt brottsbalken
29 kap. Om straffmätning och påföljdseftergift
2 § Såsom försvårande omständigheter vid bedömningen av straffvärdet skall, vid sidan av vad som gäller för varje särskild brottstyp, särskilt beaktas
(...)
7. om ett motiv för brottet varit att kränka en person, en folkgrupp eller en annan sådan grupp av personer på grund av ras, hudfärg, nationellt eller etniskt ursprung, trosbekännelse, sexuell läggning, könsöverskridande identitet eller uttryck eller annan liknande omständighet.
Åklagarväsendet i Sverige använder följande definition: 
"Med hatbrott avses hets mot folkgrupp, olaga diskriminering, homofobiska brott, våld och hot m.m. mot förtroendevalda samt andra typer av brott där ett motiv varit att kränka en person, en folkgrupp eller annan sådan grupp av personer på grund av ras, hudfärg, nationalitet eller etniskt ursprung, trosbekännelse, sexuell läggning eller annan liknande omständighet"

### Brottsförebyggande rådet
Brottsförebyggande rådet, Brå, är en myndighet som har till uppgift att bidra till kunskapsutvecklingen inom det kriminalpolitiska området och främja brottsförebyggande arbete.
Brå sammanställer varje år en rapport om hatbrotten i Sverige. Tidigare mätte man inte hatbrott riktade mot majoritetsgruppen, exempelvis kristna eller svenskar, men sedan 2009 gör man det. Brå menar att man därmed har närmat sig lagstiftningen på området och den definition polisen redan använder.. Man mäter sedan 2009 också hatbrott på grund av transofoba motiv, det vill säga när gärningsmannen begått brottet på grund av hat mot transpersoner.

### Uppmärksammade hatbrottsmål i Sverige
En rad mord och våldsbrott med hatmotiv har uppmärksammats i Sverige under åren:
- Mordet på Ronny Landin efter en attack på invandrare 1986
- Lasermannen John Ausonius skottdåd 1991-1992
- Mordet på John Hron 1995
- Mordet på Peter Karlsson (ishockeyspelare) 1995
- Björn Söderberg, syndikalist, mördad i sitt hem i Sätra den 12 oktober 1999.
- Skogåsmordet 1999
- NDU:s anfall på Stockholm Pride 2003
- Peter Mangs skottdåd i Malmö 2003-2010
- Skolattacken i Trollhättan 2015

Pingstpastorn Åke Green fälldes först i tingsrätten 2004 för hets mot folkgrupp för sina uttalanden om homosexuella. Han friades sedan i Hovrätten och Högsta domstolen 2005, med hänvisning till den yttrandefrihet och religionsfrihet som garanteras av Europakonventionen om mänskliga rättigheter, och till att rättspraxis visar att han sannolikt skulle ha blivit friad om målet hade gått vidare till Europadomstolen.

### Religiöst motiverade hatbrott
Religiöst motiverade hatbrott i form av hot och våld har drabbat konvertiter i Sverige. Förövare kan exempelvis vara familj, vänner och grannar som har svårt att acceptera att den utsatta har konverterat till kristendom. Bland konvertiter som utsätts för förföljelse tycks muslimer som lämnar Islam vara den mest utsatta gruppen. Statistik saknades 2015 men en utredning föreslog att detta brottsmotiv dokumenteras vid polisanmälningar.